# چاگاما

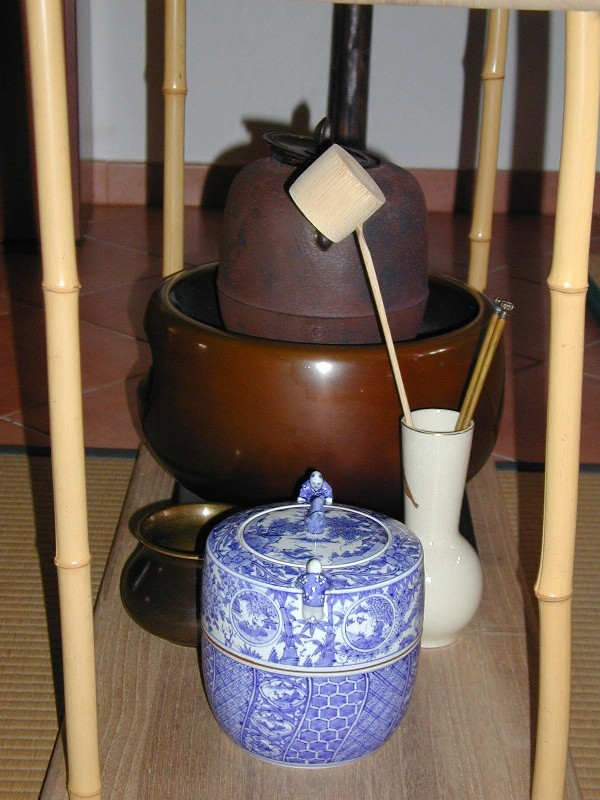
چاگاما

چاگاما (به ژاپنی: 茶釜 Chagama) یک اصطلاح ژاپنی است و به معنای دیگ یا کتری فلزی است که در مراسم چای ژاپنی استفاده می‌شود. کاما از آهن ساخته شده‌است و برای گرم کردن آب مورد استفاده برای تهیه چای استفاده می‌شود.